# Moth into Flame
Moth into Flame – drugi singel amerykańskiej, heavymetalowej grupy Metallica, promujący jej dziesiąty album studyjny, Hardwired...To Self-Destruct. 26 września 2016 roku singel został udostępniony w wersji cyfrowej wraz z teledyskiem.

## Lista utworów[1][2]
| Nr | Tytuł utworu      | Autorzy                     | Długość |
| -- | ----------------- | --------------------------- | ------- |
| 1. | „Moth into Flame” | James Hetfield, Lars Ulrich | 5:50    |
|    |                   |                             | 5:50    |

## Twórcy
Opracowano na podstawie materiału źródłowego.
Metallica w składzie:
- James Hetfield – śpiew, gitara rytmiczna, produkcja
- Lars Ulrich – perkusja, produkcja
- Kirk Hammett – gitara prowadząca
- Robert Trujillo – gitara basowa

Inni:
- Greg Fidelman – produkcja, miksowanie

## Promocja singla

### Występ na gali Grammy Awards 2017
12 lutego 2017 roku, Metallica zagrała „Moth into Flame” wraz z Lady Gagą na Grammy Awards 2017. Podczas wykonywania utworu, zepsuł się mikrofon Hetfielda, który musiał śpiewać na jednym mikrofonie z piosenkarką.